# Camillo (religione romana)

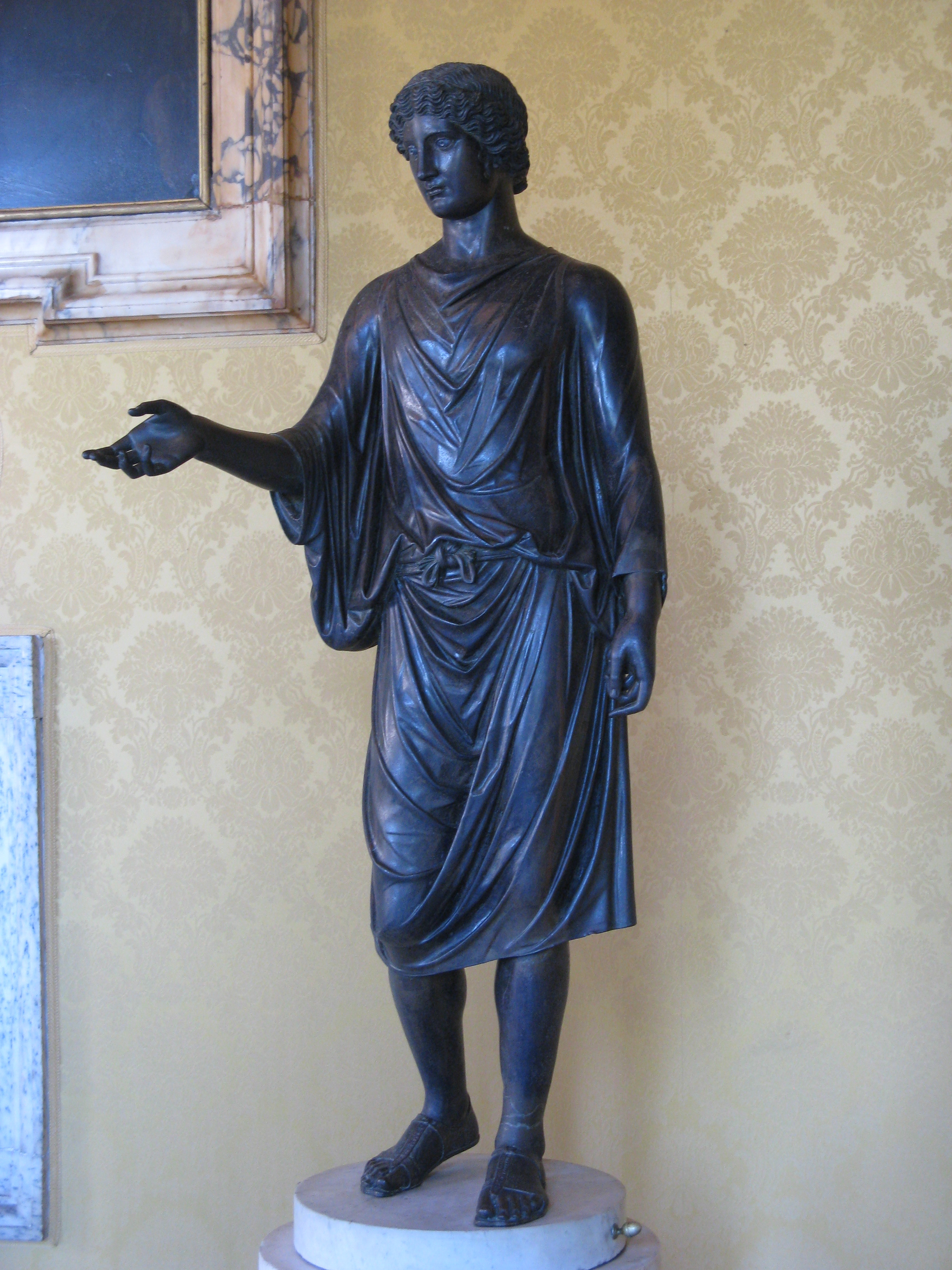
Statua di un camillo, Musei Capitolini (Roma)

Nella religione romana il camillo (latino camillus, femminile camilla) era il giovane che assisteva il sacerdote durante il sacrificio. 
I camilli dovevano essere scelti tra i giovani in età pre-puberale, talvolta figli dei sacerdoti stessi; dovevano avere entrambi i genitori viventi (pueri patrimi et matrimi) e dovevano essere di condizione libera. Fino al III secolo a.C. però dovevano essere nobili, e comunque erano sempre scelti ragazzi di grande bellezza.
Nelle fonti iconografiche, i camilli sono spesso rappresentati con una tunica corta e in una mano l'incenso o la patera, nell'altra una piccola brocca, elementi caratterizzanti il rito sacrificale.
La statua bronzea di un camillo è conservata nel Musei Capitolini a Roma.
Analogamente ai camilli, le camille erano le ragazzine che assistevano le sacerdotesse durante i riti e dovevano rispondere agli stessi requisiti previsti per i camilli.
Nel messale romano, il "Camillus" è l'assistente alla celebrazione eucaristica, detto anche ministrante.